# La Ramona
La Ramona är en ort i Mexiko.   Den ligger i kommunen Villa Corzo och delstaten Chiapas, i den sydöstra delen av landet, 700 km sydost om huvudstaden Mexico City. La Ramona ligger 872 meter över havet och antalet invånare är 129.
Terrängen runt La Ramona är kuperad åt nordost, men åt sydväst är den bergig. Runt La Ramona är det ganska glesbefolkat, med 27 invånare per kvadratkilometer. Närmaste större samhälle är Juan Sabines Gutiérrez, 17,2 km väster om La Ramona. I omgivningarna runt La Ramona växer i huvudsak städsegrön lövskog.